# Чорні метали
Чорні метали (англ. ferrous metals; нім. Eisenmetallen;) — метали й сплави на основі заліза, марганцю, хрому. Найбільш масове виробництво: сталі, феросплави, чавуни.
За вмістом вуглецю сталі поділяють на дві групи:
- м'яка сталь, або технічне залізо (містить до 0,3 % вуглецю)
- тверда сталь (містить від 0,3 до 2,14 % вуглецю).

Чавуни, які виплавляють у доменних печах поділяють на:
• переробні, які використовуються для виробництва сталі у кисневих конверторах, електропечах, мартенівських печах;
• ливарні, які використовуються для одержання виливків у ливарних цехах машинобудівних чи ливарних заводів. Частка цих чавунів зменшується й не перевищує 10 %.
Фероспла́ви — напівпродукти металургійного виробництва — сплави заліза з кремнієм, марганцем, хромом і іншими елементами, використовувані при виплавці сталі (для розкислювання і легування рідкого металу, скріплення шкідливих домішок, додання металу необхідної структури і властивостей), а також при отриманні інших феросплавів (т.з. передільні феросплави).
Отримання концентратів чорних металів з руд здійснюється гравітаційним, магнітним і флотаційним методами.
Метали і сплави на основі чорних металів отримують в результаті наступної металургійної переробки концентратів.
Чорна металургія споживає майже увесь об'єм залізних руд, 90–95 % марганцевих і більшу частину хромових.
Залізовуглецеві сплави — основа конструкційних матеріалів, що застосовуються у всіх галузях промисловості.